# کبوتر میوه‌خوار
کبوتر میوه‌خوار با نام علمی Ptilinopus  سرده‌ای بزرگ از خانوادهٔ کبوتریان است که تقریباً ۵۰ گونه را در بر می‌گیرد. این کبوترها، رنگارنگ و میوه‌خوار بوده و در جنگل‌ها و درختستان‌های آسیای جنوب شرقی و اقیانوسیه یافت می‌شوند. برخی از گونه‌های کبوتر میوه‌خوار در خطر انقراض نسل قرار دارند و برخی دیگر نیز نسلشان منقرض شده‌است.

## مشخصات
این کبوترها جثه‌ای کوچک تا متوسط دارند. دم‌هایشان معمولاً کوتاه و بادبزنی‌شکل است و پرهایی رنگارنگ و غالباً براق دارند. همچنین پرندگان نر و مادهٔ بیشتر گونه‌های این سرده با یکدیگر متفاوتند.
کبوتران میوه‌خوار همانگونه که از نامشان برمی‌آید از میوه‌ها تغذیه می‌کنند

## پراکندگی
این سردهٔ بزرگی است و بیشترین تنوع را در داخل یا اطراف جزیرهٔ گینه نو، ذر فیلیپین و در ناحیهٔ زیست‌جغرافیایی والاسیا دارد. برخی گونه‌های آن حتی تا غربی‌ترین مناطقی همچون جزایر سوندا، شمال تا تایوان، جنوب تا استرالیا و شرق تا پولینزی نیز پراکنده شده‌اند.

## برخی گونه‌ها

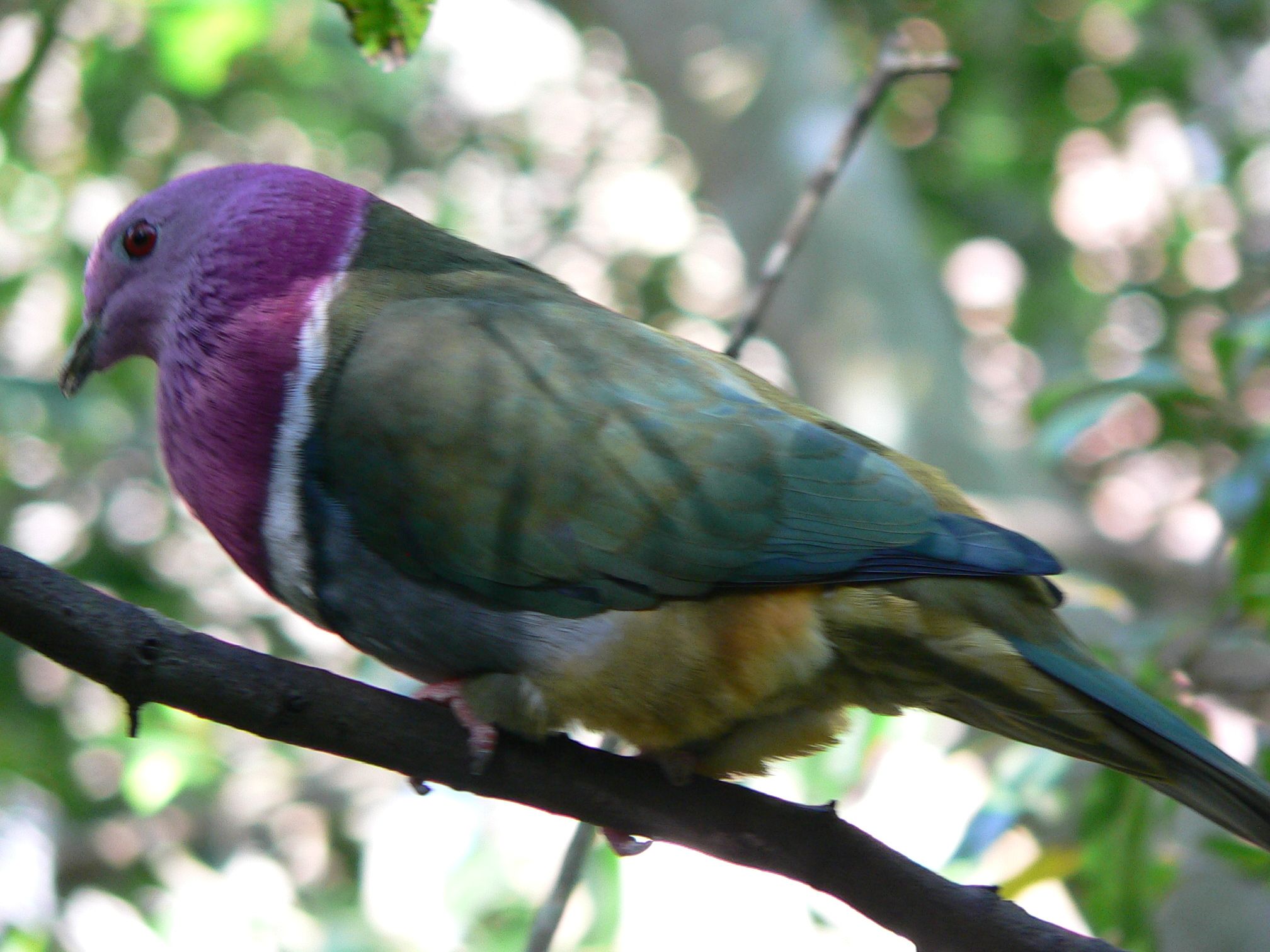
کبوتر میوه‌خوار کله‌صورتی

- کبوتر میوه‌خوار سبیلدار،  Ptilinopus mercierii
- کبوتر میوه‌خوار زیبا، Ptilinopus pulchellus
- کبوتر میوه‌خوار کله‌صورتی، Ptilinopus porphyreus
- کبوتر میوه‌خوار نارنجی، Ptilinopus victor
- کبوتر میوه‌خوار سینه‌زرد، Ptilinopus occipitalis
- کبوتر میوه‌خوار گوش‌قرمز، Ptilinopus fischeri
- کبوتر میوه‌خوار جامبو، Ptilinopus jambu
- کبوتر میوه‌خوار ماریانا، Ptilinopus roseicapilla
- کبوتر میوه‌خوار سیاه‌چانه، Ptilinopus leclancheri
- کبوتر میوه‌خوار راپا، Ptilinopus huttoni
- کبوتر میوه‌خوار نگروس، Ptilinopus arcanus
- کبوتر میوه‌خوار کله‌سفید، Ptilinopus eugeniae
- کبوتر میوه‌خوار شکم‌نارنجی، Ptilinopus iozonus
- کبوتر میوه‌خوار سینه‌زرد، Ptilinopus occipitalis
- کبوتر میوه‌خوار خال‌صورتی، Ptilinopus perlatus
- کبوتر میوه‌خوار وامپو، Ptilinopus magnificus
- کبوتر میوه‌خوار سینه‌سرخ، Ptilinopus bernsteinii
- کبوتر میوه‌خوار تانا، Ptilinopus tannensis
- کبوتر میوه‌خوار والاس، Ptilinopus wallacii
- کبوتر میوه‌خوار چندرنگ، Ptilinopus perousii
- کبوتر میوه‌خار خاکستری-سبز، Ptilinopus purpuratus
- کبوتر میوه‌خوار سرنقره‌ای، Ptilinopus richardsii
- کبوتر میوه‌خوار شکم‌قرمز، Ptilinopus greyii
- کبوتر میوه‌خوار کوتوله، Ptilinopus naina
- کبوتر میوه‌خوار سوتزن، Ptilinopus layardi
- کبوتر میوه‌خوار طلایی، Ptilinopus luteovirens